# Joe Caroff
 (17 août 2025).
Le texte peut changer fréquemment, n’est peut-être pas à jour et peut manquer de recul. N’hésitez pas à participer, en veillant à citer vos sources.
Pour les articles homonymes, voir Caroff.
Joe Caroff, né le 18 août 1921 à Roselle (New Jersey) et mort le 17 août 2025 à Manhattan, est un graphiste américain, créateur d'affiche de cinéma.

À 27 ans, il dessine la couverture de la première édition du livre Les Nus et les Morts de Norman Mailer. Il créé ensuite l'affiche du film West Side Story en reprenant les typiques échafaudages des immeubles new-yorkais. Il conçoit également le générique animé du début du film.

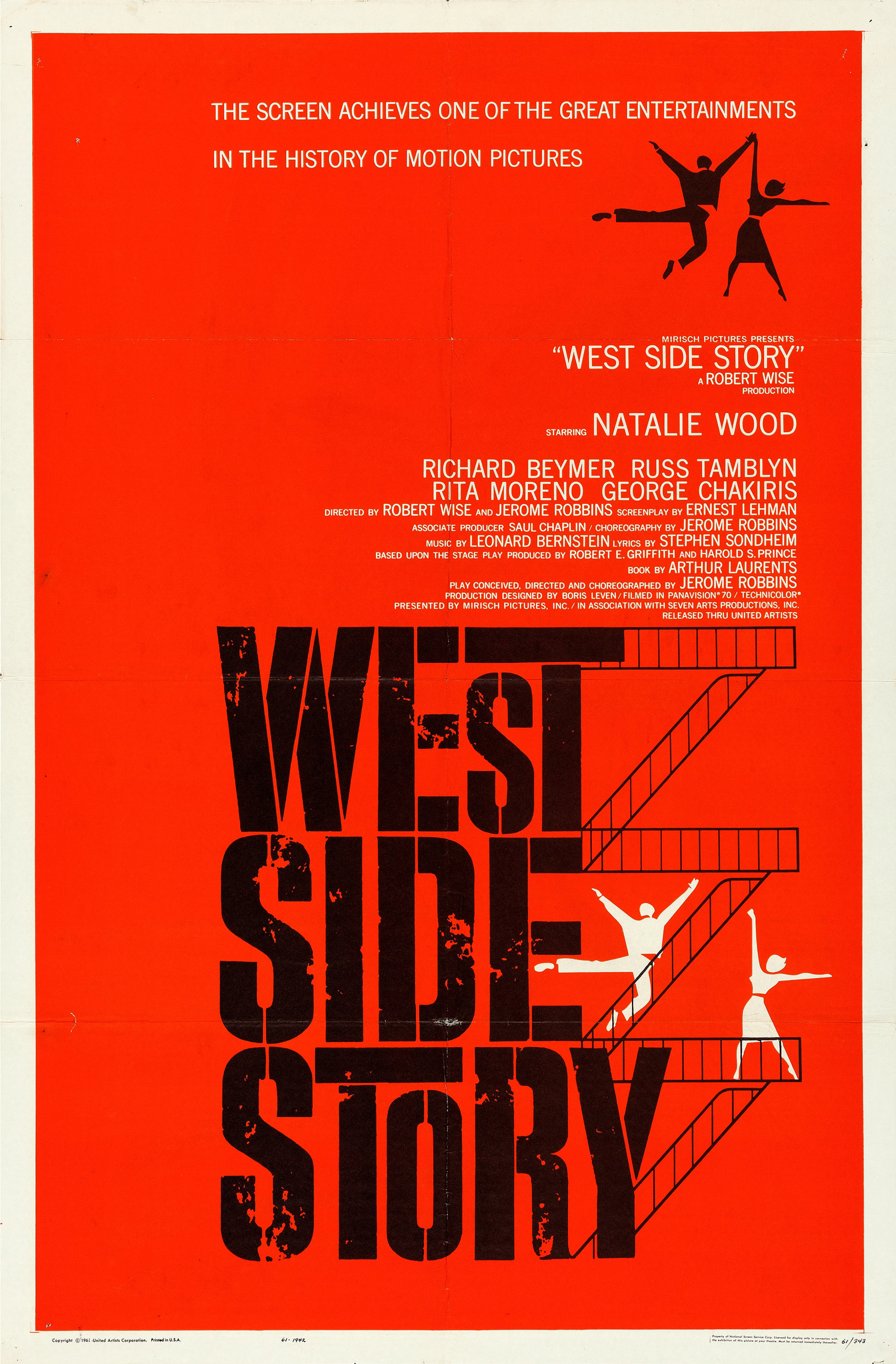
L'affiche de film de West Side Story dessinée par Joe Caroff.
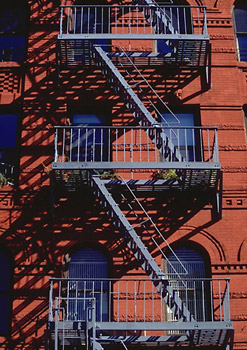
Les échafaudages typiques des immeubles de New York.
- Bande-annonce de West Side Story avec le générique conçu par Joe Caroff.

Il dessine plus de 300 affiches de film et typographies employées dans ces films, dont les plus notable sont Cabaret, Le Dernier Tango à Paris, Rollerball, Manhattan, Stardust Memories, Zelig et La Dernière Tentation du Christ. Il a également conçu les séquences d'ouverture des films Un pont trop loin ou La Dernière Tentation du Christ.

Logo de la franchise James Bond, dessiné par Joe Caroff.

Il est également connu pour avoir conçu le logo signature de la franchise James Bond qui mêle le matricule 007 de l'espion avec son emblématique pistolet Walther PPK de façon stylisée pour le film James Bond 007 contre Dr No en 1962. Pour ce célèbre emblème de la saga James Bond, il n'est rémunéré à l’époque que 300 dollars valeur 1960.  Son nom n’a jamais figuré au générique des films de la saga.